# Biskupice Radłowskie
Biskupice Radłowskie is een plaats in het Poolse district Tarnowski, woiwodschap Klein-Polen. De plaats maakt deel uit van de gemeente Radłów en telt 1100 inwoners.